# Baldwin County (Alabama)
Baldwin County is een county in de Amerikaanse staat Alabama.
De county heeft een landoppervlakte van 4.135 km² en telt 140.415 inwoners (volkstelling 2000). De hoofdplaats is Bay Minette.

## Bevolkingsontwikkeling

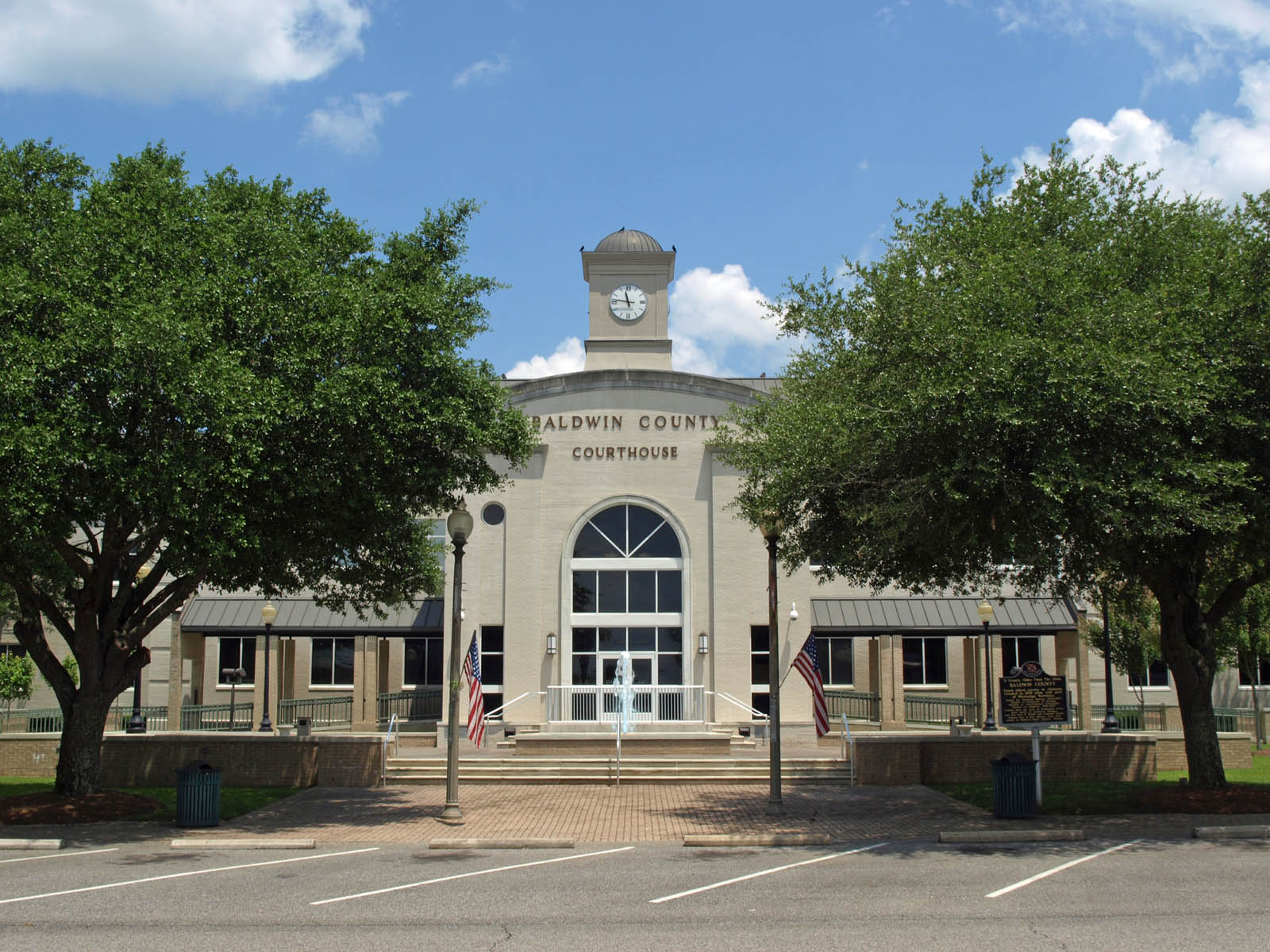
Baldwin County Courthouse